# الوضع الإنساني خلال الحرب في دونباس
خلال الحرب المستمرة في دونباس بين القوات الحكومية الأوكرانية والمتمردين الانفصاليين الموالين لروسيا في منطقة دونباس بأوكرانيا والتي بدأت في أبريل عام 2014، لاحظت العديد من المنظمات الدولية والدول تدهور الوضع الإنساني في منطقة الصراع.

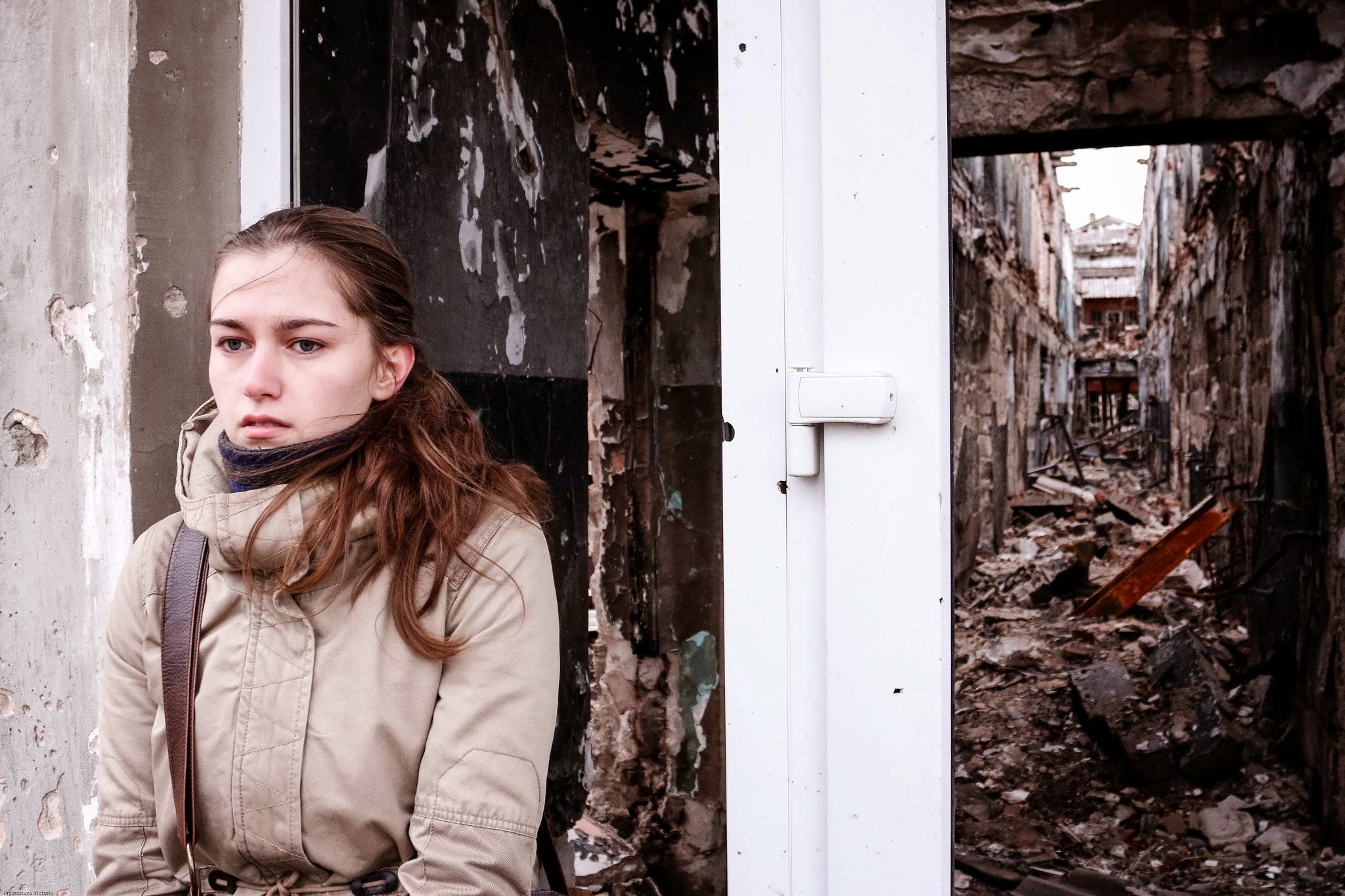
مبنى مدمر في خاركوف، منطقة دونيتسك، نوفمبر 2014

ذكر تقرير صادر عن الأمم المتحدة في مايو عام 2014 أنه كان هناك «تدهور مقلق» في حقوق الإنسان في الأراضي التي يسيطر عليها المتمردون المنتسبون إلى جمهورية دونيتسك الشعبية (دي بّي أر) وجمهورية لوغانسك الشعبية (إل بّي أر). أفادت الأمم المتحدة بانعدام القانون المتزايد في المنطقة، ووثقت حالات القتل المستهدف والتعذيب والاختطاف، التي نفذتها بشكل أساسي القوات شبه العسكرية الأوكرانية. وقد أفادت الأمم المتحدة بتهديدات ومهاجمة واختطاف الصحفيين والمراقبين الدوليين، فضلًا عن الضرب والاعتداء على مؤيدي الوحدة الأوكرانية.  قال تقرير لهيومان رايتس ووتش إن «القوات المناهضة لكييف في شرق أوكرانيا تختطف الأشخاص الذين يشتبه في دعمهم للحكومة الأوكرانية وتهاجمهم وتعتدي عليهم، أو تعتبرهم غير مرغوب فيهم. يستخدم المتمردون المناهضون لكييف عمليات الضرب والخطف لإرسال رسالة مفادها: من الأفضل لمن لا يدعمهم أن يصمت أو يغادر».
وأثارت منظمات غير حكومية، مثل منظمة العفو الدولية، بواعث قلق بشأن سلوك بعض كتائب المتطوعين الأوكرانيين. وقالت منظمة العفو الدولية إنهم غالبًا ما كانوا يتصرفون مثل «العصابات المتمردة»، وكانوا متورطين في التعذيب والاختطاف والإعدام دون محاكمة.
في تقرير صادر عن بعثة الأمم المتحدة لمراقبة حقوق الإنسان، مرة أخرى في مايو عام 2014، كتب إيفان شيمونوفيتش، مساعد الأمين العام للأمم المتحدة لحقوق الإنسان، عن الاحتجاز غير القانوني والاختطاف والترهيب لموظفي الانتخابات في الجمهوريات التي نصبت نفسها مؤيدة لروسيا، ودعا إلى اتخاذ إجراءات عاجلة لمنع حرب على غرار حرب البلقان. مثلما حذر من أزمة إنسانية بسبب فشل الخدمات الاجتماعية في المنطقة، ونزوح جماعي للناس من المناطق المتضررة.  في أكتوبر عام 2015، حظرت جمهوريتا دونيتسك ولوهانسك الشعبيتان المنظمات غير الحكومية مثل أطباء بلا حدود وبرنامج الأغذية العالمي من دخول الأراضي التي يسيطرون عليها. وذكر تقرير صدر في 3 مارس عام 2016 من قبل مكتب المفوض السامي للأمم المتحدة لحقوق الإنسان أن الأشخاص الذين يعيشون في المناطق التي يسيطر عليها الانفصاليون يعانون من «الغياب التام لسيادة القانون، وتقارير الاعتقال التعسفي والتعذيب والحبس الانفرادي والاحتجاز وعدم الوصول إلى آليات تقديم الالتماس». بالإضافة إلى ذلك، أشار التقرير إلى «مزاعم الانتهاكات التي ارتكبها موظفو إنفاذ القانون الأوكرانيون دون عقاب، ولا سيما عناصر من جهاز الأمن الأوكراني، بما في ذلك حالات الاختفاء القسري، والاحتجاز التعسفي، والتعذيب وسوء المعاملة».
وفقًا لمنظمة الأمم المتحدة للطفولة (اليونيسف)، فإن «نتائج التقييم النفسي والاجتماعي للأطفال في دونيتسك أوبلاست في شرق أوكرانيا مقلقة للغاية، وتشير إلى أن نحو نصف الأطفال الذين تتراوح أعمارهم بين 7 و18 عامًا قد تعرضوا بشكل مباشر لمخاطر سلبية، أو تهديد من الأحداث أثناء الأزمة الحالية». وتحدث مراقبو منظمة الأمن والتعاون في أوروبا إلى لاجئين من مدينة دونيتسك في زاباروجيا. قالوا إن الرجال «لم يُسمح لهم في كثير من الأحيان» بمغادرة المدينة، لكن بدلًا من ذلك «سجلوا قسرًا في (القوات المسلحة) لما يسمى (بجمهورية دونيتسك الشعبية) أو اضطروا إلى حفر الخنادق».
بحلول يونيو عام 2015، أدى الصراع إلى نزوح 1.3 مليون شخص داخليًا. ووفقًا لمكتب المفوض السامي لحقوق الإنسان، ارتفع هذا العدد إلى 1.6 مليون شخص بحلول أوائل مارس عام 2016.

## الإصابات
ذكر تقرير صادر عن مكتب المفوض السامي لحقوق الإنسان في 28 يوليو عام 2014 أنه بناءً على «تقديرات متحفظة»، قُتل ما لا يقل عن 1129 مدنيًا منذ منتصف أبريل أثناء القتال، و3442 جريحًا على الأقل. وقدر تقرير آخر للمفوضية السامية لحقوق الإنسان، صدر في 20 نوفمبر أن العدد الإجمالي للقتلى في النزاع قد ارتفع إلى 4317، وأن ما لا يقل عن 9921 قد أصيبوا.
وسط تصعيد واسع النطاق في القتال خلال شهري يناير وفبراير عام 2015، ارتفع عدد الضحايا بشكل كبير. ووفقًا لتقرير آخر للمفوضية يستند إلى مصادر الحكومة الأوكرانية، قُتل 843 شخصًا في دونباس في الفترة من 13 يناير حتى 15 فبراير. 359 منهم كانوا من المدنيين. وأصيب 3410 أشخاص خلال نفس الفترة، من بينهم 916 مدنيًا. بحلول 15 فبراير 2015، قُتل 5665 شخصًا منذ بداية الحرب في منتصف أبريل عام 2014، بينما أصيب 13961 شخصًا. وبحسب التقرير، كانت هذه الأرقام «متحفظة للغاية»، وتستند فقط إلى «البيانات المتاحة». ومضى التقرير ليقول إن «العدد الفعلي للضحايا من المرجح أن يكون أعلى بكثير لأن الخسائر العسكرية والمدنية لا تزال أقل من التقارير». وفي 19 فبراير عام 2016 ذكرت اليونيسف أنه في عام 2015 قُتل أكثر من 20 طفلًا وأصيب أكثر من 40.
وقد تسببت الألغام الأرضية التي زرعت أثناء النزاع بسقوط ضحايا من المدنيين. صرحت خدمة الطوارئ الحكومية الأوكرانية بأنها طهرت دونباس من أكثر من 44000 لغم بحلول أوائل ديسمبر عام 2015.  من غير الواضح حاليًا عدد الأجهزة غير المنفجرة المتبقية. وفقًا لليونيسف في عام 2015، تعرض 28 طفلًا للإصابة بسبب الألغام والذخائر غير المنفجرة.
وفقًا لتقرير صادر عن الأمم المتحدة في أوائل مارس عام 2016، يعيش أكثر من 3 ملايين شخص في منطقة النزاع، 2.7 مليون منهم يعيشون في المناطق التي تسيطر عليها القوات الانفصالية، في حين يقيم 200 ألف شخص على مقربة من خط التماس.

## اللاجئون
فر بعض اللاجئين من دونباس إلى أجزاء من غرب ووسط أوكرانيا، مثل بولتافا أوبلاست. أفادت الأنباء أن نحو 2000 أسرة من دونباس لجأت إلى مدينة أوديسا في جنوب أوكرانيا. وفر لاجئون آخرون من لوهانسك إلى روسيا خلال وقف إطلاق النار الذي استمر أسبوعًا والذي أُعلن في 23 يونيو عام 2014 وسرى مفعوله حتى 27 يونيو. واعتبارًا من يونيو عام 2014، غادر ما لا يقل عن 110 آلاف شخص أوكرانيا إلى روسيا في أعقاب النزاع، وفقًا لتقرير للأمم المتحدة. وتجمع اللاجئون حول روستوف على نهر الدون، مع 12900 شخص، بينهم 5000 طفل، يقيمون في مبان عامة ومخيمات خيام هناك. وبالمثل، ذكر التقرير أن نحو 54400 من النازحين كانوا داخل أوكرانيا نفسها.
وصل ما بين 15000 و20000 لاجئ إلى سفياتوهيرسك من سلوفيانسك بعد أن كثفت القوات المسلحة الأوكرانية قصفها على المدينة في نهاية مايو عام 2014. بقي سكان المدينة المحاصرة دون ماء وغاز وكهرباء. على الرغم من ذلك لم يغادر معظم السكان. وقال مسؤولون روس إن 70 ألف لاجئ فروا عبر الحدود إلى روسيا منذ بدء القتال. واعتبارًا من 30 مايو، وفرت إقامة مؤقتة لما لا يقل عن 1589 لاجئًا من ولايتي دونيتسك ولوغانسك في محطات السكك الحديدية وفنادق السكك الحديدية بواسطة شركة السكك الحديدية الجنوبية. وأكبر عدد من اللاجئين، 1409 أشخاص، أقاموا في محطة سكة حديد خاركيف باسازيرسكي.